# Estación de Kessel
La estación de Kessel es una estación de tren belga situada en Nijlen, en la provincia de Amberes, región Flamenca.
Pertenece a la línea  de S-Trein Antwerpen.

## Situación ferroviaria
La estación se encuentra en la línea línea 15 (Amberes-Hasselt).

## Véase también

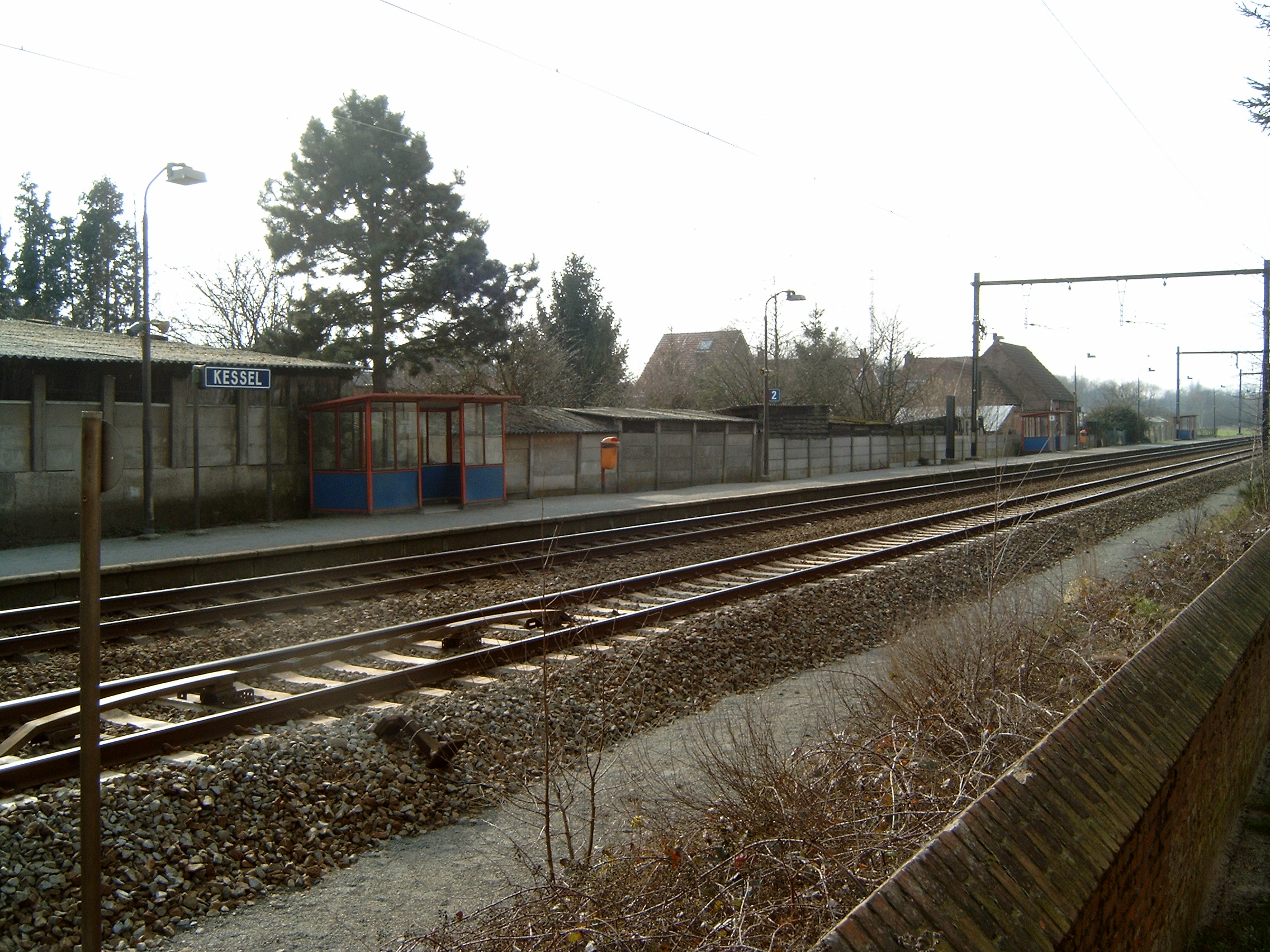
Kessel en 2007

## Intermodalidad
| Kessel Station                                                                   |               |
| Autobuses de Amberes                                                             |               |
| -------------------------------------------------------------------------------- | ------------- |
| \| Línea \| Recorrido \| \| ----- \| ------------- \| \| 154 \| Lisp ↔ Kessel \| |               |
| Línea                                                                            | Recorrido     |
| 154                                                                              | Lisp ↔ Kessel |